# Sean Whitfield
Pour les articles homonymes, voir Whitfield.
Sean Richard Whitfield, né le 11 mai 1995 à Canberra, est un coureur cycliste australien.

## Biographie
En 2017, il s'impose au sprint sur la deuxième étape du Tour des Philippines, son premier succès sur le calendrier UCI,.

## Palmarès
- 2017
  - 2e étape du Tour des Philippines
  - 2e étape du National Capital Tour

## Classements mondiaux
| Année                                 | 2017  |
| ------------------------------------- | ----- |
| Classement mondial                    | 2163e |
| UCI Asia Tour                         | 392e  |
| UCI Oceania Tour                      | 85e   |
|                                       |       |
| Légende : nc = non classéSource : UCI |       |